# Gare de Fontaines-sur-Saône
Pour les articles homonymes, voir Gare de Fontaine.
La gare de Fontaines-sur-Saône est une gare ferroviaire française (fermée et désaffectée) de la ligne de Lyon-Croix-Rousse à Trévoux, située à Fontaines-sur-Saône, à proximité de Fontaines-Saint-Martin, dans le département du Rhône en région Rhône-Alpes.
Elle est mise en service en 1882 par la Compagnie des Dombes et des chemins de fer du Sud-Est et fermée par la Société nationale des chemins de fer français (SNCF) en 1938.

## Situation ferroviaire
Établie à 197 mètres d'altitude, la gare de Fontaines-sur-Saône est situé au point kilométrique (PK) 10,714 de la ligne de Lyon-Croix-Rousse à Trévoux, entre la halte des Combes (fermée) et la halte de Rochetaillée-sur-Saône (fermée).
La ligne à voie unique est continue depuis la gare de Sathonay-Rillieux jusqu'à la gare de Neuville-sur-Saône. Seule circule sur cette section, une navette de fret entre la zone industrielle de Lyon-Nord et le triage de Sibelin.

## Histoire
La gare de Fontaines-sur-Saône est mise en service le 1er juin 1882 par la Compagnie des Dombes et des chemins de fer du Sud-Est, lorsqu'elle ouvre à l'exploitation la section de Sathonay à Trévoux.
La gare de Fontaines-sur-Saône est officiellement fermée le 16 mai 1938, lors de la suppression du trafic voyageurs sur la section de Sathonay à Trévoux. Le bâtiment voyageurs est ensuite vendu et devient une maison particulière. La voie d'évitement est supprimée.

## Service des voyageurs
La gare est fermée et désaffectée, néanmoins Fontaines-sur-Saône conserve une desserte ferroviaire. La ligne de Paris-Lyon à Marseille-Saint-Charles passe à proximité de la commune, sur l'autre rive de la Saône, et la gare de Collonges-Fontaines est établie en face du pont de Fontaines. Elle est desservie par des trains TER Rhône-Alpes de la relation Lyon - Mâcon.

## Projet de réouverture
La réouverture de la desserte voyageurs entre Neuville et Sathonay, avec continuation vers la Part-Dieu, est envisagée.